# رود لوندویل
رود لوندویل نامی رودی در شهرستان آستارا که از کوه‌های اطراف باباعلی، خلیف حیاطی، لاتون و رودخانه‌های غربی لوندویل سرچشمه گرفته و پس از عبور از روستای آسیوشوون، باش محله لوندویل و مشروب‌سازی مزارع کشاورزی از بخش لوندویل گذشته و به دریای خزر می‌ریزد. در قسمت علیای این رودخانه بین کوته کومه و آسیوشوون، ۲ عدد آبشار وجود دارد. که یکی از ارتفاع ۲۰ متری و دیگری از ارتفاع ۳ متری فرو می‌ریزد. در این رود، ماهی قزل آلا به وفور یافت می‌شود.